# Darlin Yongwa
Darlin Zidane Yongwa Ngameni (ur. 21 września 2000 w Duali) – kameruński piłkarz grający na pozycji lewego obrońcy. Od 2022 jest zawodnikiem klubu FC Lorient.

## Kariera klubowa
Swoją karierę piłkarską Yongwa rozpoczął w klubie Chamois Niortais FC. W 2018 roku zaczął grać w rezerwach tego klubu, a w 2019 awansował do pierwszej drużyny. 27 września 2019 zadebiutował w nim w Ligue 2 w zremisowanym 2:2 domowym meczu z AJ Auxerre. W Chamois Niortais grał do lata 2022.
Latem 2022 Yongwa przeszedł do FC Lorient, grającego w Ligue 1. Swój debiut w nim zaliczył 31 sierpnia 2022 w przegranym 2:5 wyjazdowym meczu z RC Lens.
| Sezon   | Klub                  | Kraj    | Rozgrywki              | Mecze | Bramki |
| ------- | --------------------- | ------- | ---------------------- | ----- | ------ |
| 2018/19 | Chamois Niortais FC B | Francja | Championnat National 3 | 3     | 0      |
| 2019/20 | Chamois Niortais FC   | Francja | Ligue 2                | 8     | 0      |
| 2019/20 | Chamois Niortais FC B | Francja | Championnat National 3 | 11    | 0      |
| 2020/21 | Chamois Niortais FC   | Francja | Ligue 2                | 27    | 0      |
| 2021/22 | Chamois Niortais FC   | Francja | Ligue 2                | 31    | 0      |
| 2022/23 | FC Lorient            | Francja | Ligue 1                | 14    | 1      |

## Kariera reprezentacyjna
W reprezentacji Kamerunu Yongwa zadebiutował 12 września 2022 w przegranym 0:2 towarzyskim meczu z Uzbekistanem, rozegranym w Goyang. W 2024 roku powołano go do kadry na Puchar Narodów Afryki 2023. Rozegrał w nim dwa mecze grupowe: z Gwineą (1:1) i z Gambią (3:2).